# Aleurothrixus porteri
Aleurothrixus porteri es una especie de insecto hemíptero de la familia Aleyrodidae y la subfamilia Aleyrodinae. Se distribuyen por Sudamérica.
Fue descrita científicamente por primera vez por Quaintance & Baker en 1916.